# Fußwaschung

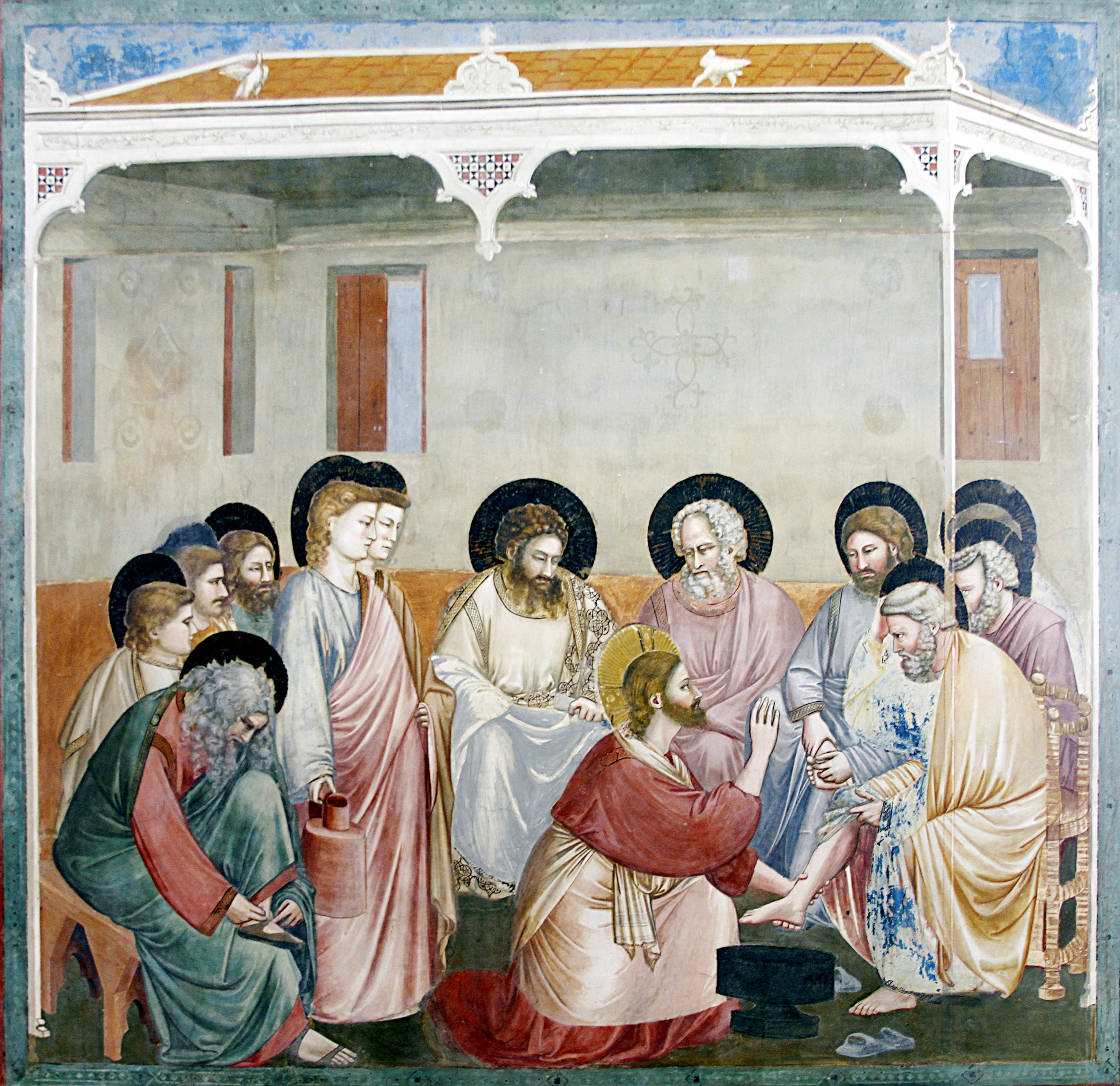
Die Fußwaschung. Fresko von Giotto di Bondone in der Cappella degli Scrovegni, Padua

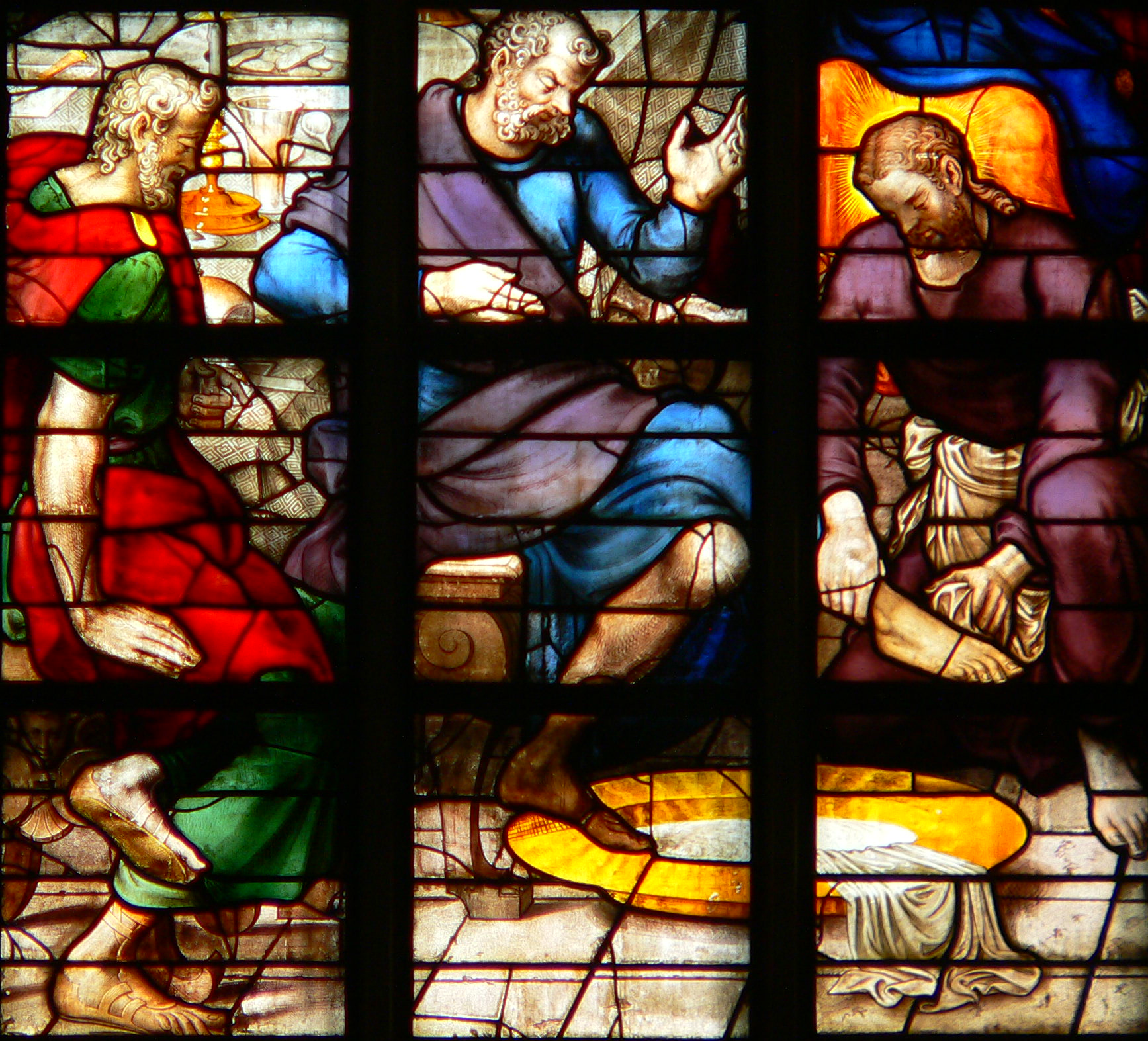
Die Fußwaschung. Glasfenster in der Sint Janskerk, Gouda

Die Fußwaschung (lat. Mandatum „Auftrag, Gebot“) ist eine rituelle Handlung, die im Orient die Gastfreundschaft symbolisieren soll (etwa im Alten Testament: 1 Mos 18,4 ). Die Fußwaschung wird im Johannesevangelium des Neuen Testaments als Handlung Jesu an seinen Jüngern beschrieben. Von den Worten Jesu Mandatum novum do vobis (Joh 13,34 , „ein neues Gebot gebe ich euch“) hat ein Ritus in der Messe vom letzten Abendmahl am Gründonnerstag seine liturgische Bezeichnung.
Das Lukasevangelium (Lk 7,36–50 ) überliefert eine Erzählung von einer anonymen Sünderin, die Jesus die Füße wäscht und sie mit Öl salbt, im Johannesevangelium (Joh 12,1–8 ) ist von einer ähnlichen Waschung und Salbung durch Maria von Bethanien die Rede. 

## Die Fußwaschung beim letzten Abendmahl
Am Vorabend seines Kreuzestodes wusch Jesus Christus während des letzten Abendmahls seinen Jüngern die Füße und trocknete sie mit dem Tuch, das ihn umgürtete. Durch dieses Beispiel wollte er zeigen, dass auch die Jünger untereinander zum Dienen bereit sein müssen. Nur der Evangelist Johannes beschreibt das Geschehen (Joh 13,1–11 ), das durch die Abschiedsreden Jesu und sein Hohepriesterliches Gebet fortgeführt und entfaltet wird (Joh 13–17 ). Das Johannesevangelium erwähnt beim Abendmahl nicht die Einsetzung der Eucharistie; die Thematik der eucharistischen Gestalt des Leibes Christi findet sich hier in einem Gespräch Jesu mit den Juden, Joh 6,27–59  (besonders Verse 51 bis 58).
Petrus wollte sich von Jesus die Füße zunächst nicht waschen lassen, ließ es aber geschehen, nachdem dieser ihm sagte: „Wenn ich dich nicht wasche, so hast du kein Teil an mir.“ (Joh 13,8 )

## Ritus der Fußwaschung im Gottesdienst

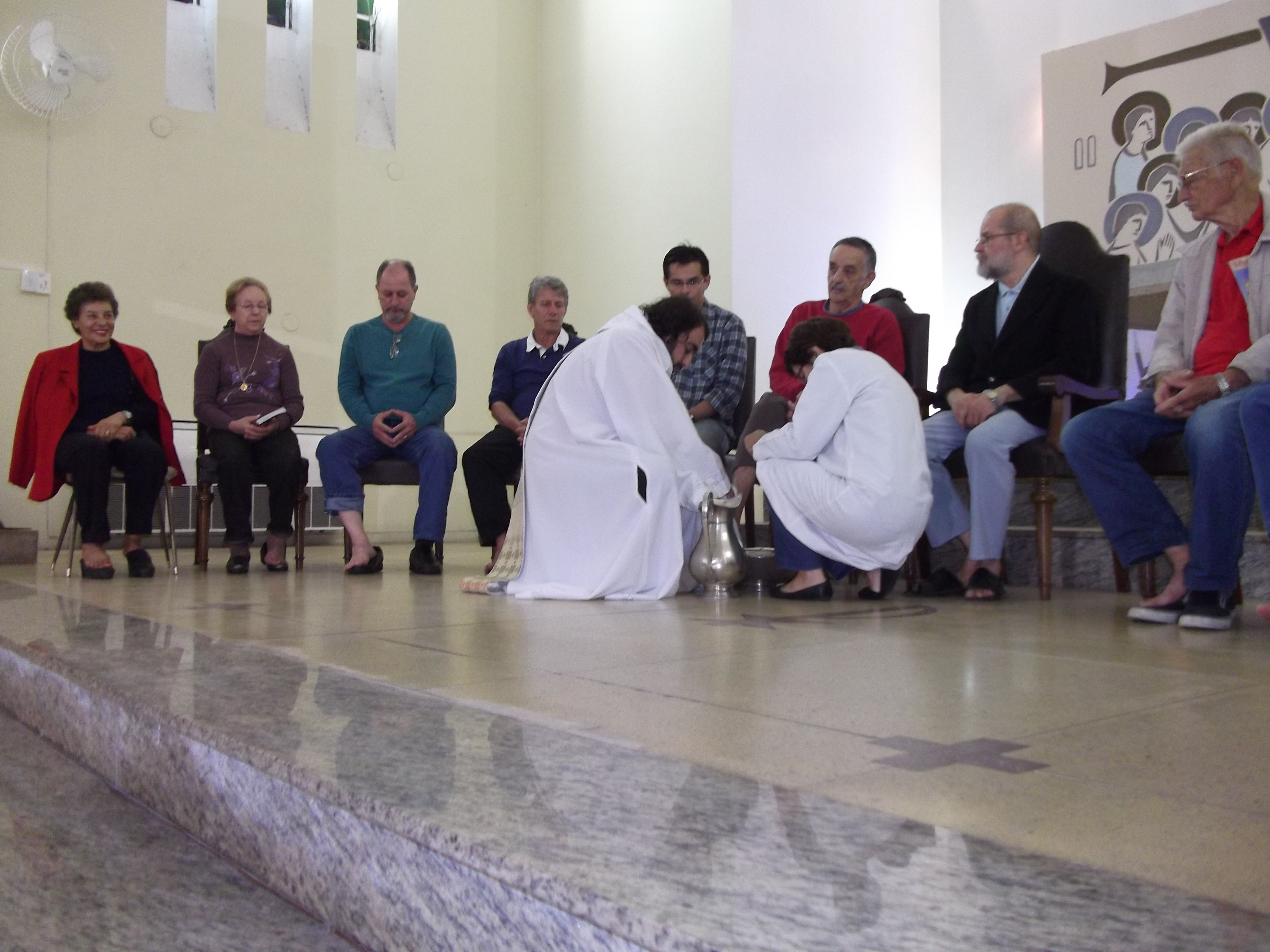
Fußwaschung am Gründonnerstag in Porto Alegre, Brasilien (2012)

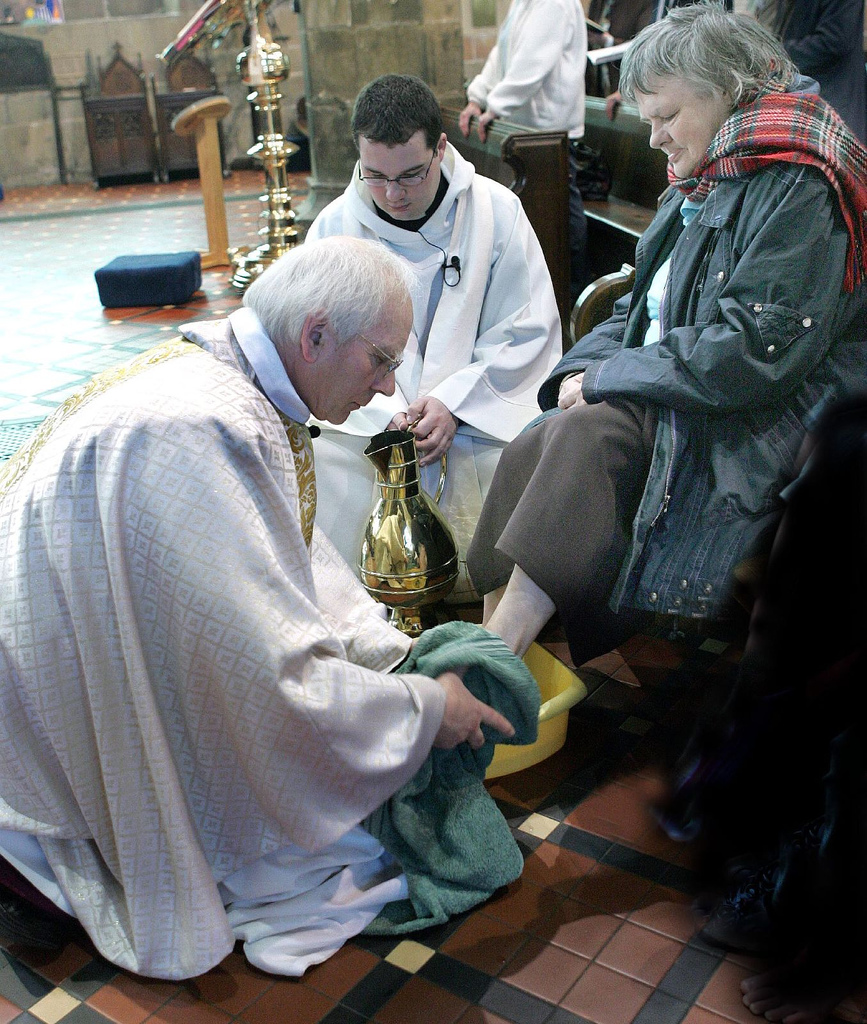
Wrexham (Wales), 2007

Der Ritus der Fußwaschung wurde bereits von den Aposteln selbst und anschließend im Urchristentum praktiziert, wie Tertullian berichtet. In einigen Kirchen wird er bis heute regelmäßig praktiziert.

### Römisch-katholische Kirche
In der katholischen Kirche gehört die Fußwaschung zur Liturgie des Gründonnerstags. Vor der Reform der Karwochenliturgie 1955 wurde der Ritus unabhängig von der Feier der heiligen Messe separat „zu geeigneter Stunde“ und nur in Bischofs- und Klosterkirchen vollzogen, häufig in der Karmette am Morgen oder im Laufe des Vormittags. Dazu wurde die Antiphon Ubi caritas mit den Versen des Hymnus Congregavit nos in unum Christi amor gesungen.
Seit 1956 ist die Fußwaschung Teil der Messfeier vom letzten Abendmahl, verpflichtend in Kathedral- und Abteikirchen, fakultativ in allen anderen Kirchen. Der Zelebrant der heiligen Messe wäscht dabei zwölf (örtlich auch weniger) zuvor bestimmten Gläubigen die Füße; der Ritus gehört zu den Sakramentalien. In der Diözese Mailand praktizierte man zur Zeit des heiligen Ambrosius die Fußwaschung als Teil des Sakraments der Taufe.
Nach einer Bitte Papst Franziskus’ veröffentlichte die Kongregation für den Gottesdienst und die Sakramentenordnung im Januar 2016 ein Dekret, demzufolge künftig die Fußwaschung an allen Gläubigen vollzogen werden kann. Wer ausgewählt werde, solle sich „in aller Schlichtheit zur Verfügung stellen.“ Verbunden mit einem historischen Rückblick auf die liturgiegeschichtliche Entwicklung des Mandatums wird die Ausführung der Reformbitte des Papstes in einem Begleitbrief aus der Kongregation erläutert.
Die Fußwaschung durch den Papst als Bischof von Rom erfolgte früher stellvertretend durch einen Kardinal in der römischen Bischofskirche, der Lateranbasilika. Später nahmen die Päpste die Fußwaschung im Apostolischen Palast selbst vor. Damit dieser Akt von der Öffentlichkeit wahrgenommen wurde, verlegte ihn Pius IX. ins nördliche Querschiff des Petersdoms. Als Repräsentanten der zwölf Apostel wählte man zwölf Priester, die aus dem Norden nach Rom gepilgert waren, und gab ihnen eine besondere Tracht. Ein dreizehnter wurde (nach einer Episode Papst Gregors des Großen) hinzugenommen, er symbolisierte einen anwesenden Engel. Papst Franziskus übte den Ritus seit seiner Wahl 2013 jeweils an 12 Gefängnisinsassen in verschiedenen Gefängnissen aus, was er auch schon als Erzbischof von Buenos Aires an Gründonnerstagen getan hatte. Im Gegensatz zu seinen Amtsvorgängern wusch er damit nicht nur unbescholtenen Katholiken, meist Priestern oder Seminaristen, die Füße, sondern verurteilten Straftätern, zu denen auch andere Christen sowie Muslime und Buddhisten gehörten.

### Östlich-orthodoxe Kirchen
In den orthodoxen Kirchen ist es im Patriarchat von Jerusalem Brauch, dass der Patriarch anlässlich des Großen Donnerstags zwölf Priestern die Füße wäscht. Ein ähnlicher Ritus findet alljährlich am Vormittag des Großen Donnerstags im Johanneskloster auf Patmos statt.

### Protestantismus
Bereits die Katharer und die Waldenser übten den Ritus im 11. und 12. Jahrhundert aus. Im 16. Jahrhundert übernahmen ihn die Böhmischen Brüder. Bis heute wird die Fußwaschung im Protestantismus unter anderem bei den Gemeinden der Siebenten-Tags-Adventisten, der Gemeinde Gottes Deutschland KdöR und des Freikirchlichen Bundes der Gemeinde Gottes und zum Teil auch bei den Mennoniten und den Amischen praktiziert. Bei den Mennoniten findet die Fußwaschung in Zusammenhang mit dem Abendmahl als einleitender Bestandteil statt. Sie wird auch im mennonitischen Dordrechter Bekenntnis von 1632 behandelt.

## Ritus der Fußwaschung im Hofzeremoniell
Im Heiligen Römischen Reich führte Kaiser Karl V. den Brauch der Fußwaschung durch den römisch-deutschen Kaiser und seine Gemahlin als einen von zahlreichen jährlich wiederkehrenden Riten des Hofzeremoniells ein. Er wurde am Hof der Habsburger bis zum Ende der Monarchie im Jahr 1918 praktiziert. Im Anschluss an das Gründonnerstags-Oratorium in der Augustinerkirche wuschen der Kaiser und die Kaiserin jeweils zwölf Greisen und Greisinnen im Zeremoniensaal der Wiener Hofburg die Füße. Wie beim kirchlichen Ritus wurde die Handlung durch Übergießen der Füße mit Wasser und Abtrocknen nur angedeutet. Zuvor fand eine zeremonielle „Speisung der Armen“ statt, wobei das Monarchenpaar an zwei Tischen persönlich servierte. Anschließend erhielten die Greise jeweils einen Beutel mit Silbermünzen um den Hals gehängt. Die unnachahmliche Würde, die etwa Kaiser Franz Joseph und Kaiserin Elisabeth hierbei zur Schau trugen, ließ diesen Akt freiwilliger Erniedrigung als Symbol dafür erkennen, dass die Herrscher sich nur als demütige, um das Wohl des Volkes sorgende Diener Gottes ansahen bzw. angesehen werden wollten.
Eine Generation nach Karl V. übernahm auch Herzog Wilhelm V., der Fromme die Gepflogenheit in Bayern und auch hier wurde sie bis zur Abschaffung der Monarchie aufrechterhalten (siehe: Fußwaschung durch den Regenten (Bayern)).
In der Neuzeit hielten nur noch die Herrscher von Spanien, Frankreich, Österreich und Bayern am Brauchtum der Fußwaschung durch den Regenten fest. In Großbritannien entwickelte sich daraus eine Geldgabe, die Maundy ceremony.